# Горан А. Косановић
Горан А. Косановић (Стара Пазова, 16. март 1962) је српски шаховски велемајстор, дугогодишњи шаховски тренер и писац књига са шаховском тематиком.

## Каријера
Горан А. Косановић је постао међународни мајстор шаха 1986. а велемајстор 1998. године. Учио је шах од велемајстора Драгољуба Велимировића.
Косановић води школу шаха у Новом Саду. Један од његових ученика је Андреј Љепић.

## Аутор књига
- Sicilian Dragon: The Complete Black Repertoire (1994)
- SICILIAN The Complete White Repertoire (1998)